# Jessica Walter
Jessica Walter (Nova Iorque, 31 de janeiro de 1941 — Nova Iorque, 24 de março de 2021) foi uma atriz norte-americana, conhecida pelos filmes Play Misty for Me, Grand Prix, e por seu papel como Lucille Bluth no seriado Arrested Development. Ela foi uma personagem regular em uma série da primeira temporada de 90210 como Tabitha Wilson. Fez a voz do personagem Fran Sinclair na série de TV Dinossauros, e estrelou como o personagem-título da série de televisão Amy Prentiss, pelo qual ela ganhou o Emmy do Primetime de melhor atriz em minissérie ou telefilme. Era a dubladora da personagem Malory Archer da série de animação da FX Archer.

## Carreira
Ela apareceu no primeiro episódio de Flipper, em setembro de 1964. Também em 1964, ela estrelou com Jack Lord, Nick Adams e Herb Edelman no episódio "How Much for a Prince?" de uma curta metragem da CBS. The Reporter, com Harry Guardino no papel-título. Walter teve um papel recorrente em Trapper John, MD como Melanie McIntyre, ex-esposa Trapper John. Em 1966, ela apareceu em um episódio de The Fugitive intitulado de "The White Knight."
Foi indicada ao Globo de Ouro de melhor atriz revelação de 1967 pelo seu desempenho no Grand Prix. Recebeu novamente uma nomeação ao evento, dessa vez na categoria melhor atriz em filme dramático de 1972 pela atuação no Play Misty for Me. Outros créditos no cinema de Walter daquela época incluem Lilith, Grand Prix, The Group, Bye Bye Braverman, Number One e Dr. Strange.
Walter co-estrelou em um episódio de Law & Order: SVU, no outono de 2009. Walter apareceu no terceiro episódio da temporada 11, que é intitulado "Solitary", como uma advogado chamada Petra Gilmartin.
Estrelou como Evangeline Harcourt no revival da Broadway de Anything Goes, que começou em março 2011 e inaugurado oficialmente em 7 de abril de 2011.

## Vida pessoal
Walter nasceu em Brooklyn com seus irmãos Esther (née Groisser) e David Walter, um músico que era um membro da NBC Symphony Orchestra e Ballet de Nova Iorque. Ela é judia e foi criada no Queens, Nova Iorque. E formou-se em Manhattan na escola chamada High School of Performing Arts. No início de 1960, ela treinou ao lado de James Caan e Christopher Lloyd em Nova Iorque antes de começar sua carreira. Ela apareceu na série nos anos 1962 até 1965.
Desde 1983, Walter foi casada com o ator Ron Leibman. Eles também apareceram juntos como marido e mulher no filme Dummy e na série de TV Law & Order no episódio "Casa Counsel", e ele se juntou ao elenco de Archer, jogando o novo marido de Malory Archer. A filha de Walter, Brooke Bowman, nasceu em 1972.
Seu irmão é escritor e se chama de Richard Walter.
Morreu em 24 de março de 2021, aos 80 anos de idade, em Nova Iorque.

## Filmografia
| Ano             | Filme                                            | Parsonagem                 | Notas |
| --------------- | ------------------------------------------------ | -------------------------- | --- |
| 1964            | Flipper                                          | Elena Darmon               | |
| 1964            | Lilith                                           | Laura                      | |
| 1966            | Grand Prix                                       | Pat Stoddard               | Golden Globe Award for Most Promising Newcomer - Female |
| 1966            | The Group                                        | Libby                      | |
| 1968            | Bye Bye Braverman                                | Inez Braverman             | |
| 1969            | Number One                                       | Julie Catlan               | |
| 1970            | Mission: Impossible                              | Valerie                    | (1 episódio, Orpheus) |
| 1971            | Play Misty For Me                                | Evelyn Draper              | Nomeada — Golden Globe Award for Best Actress – Motion Picture Drama |
| 1973            | Banacek                                          | Erica Osburn               | (1 episódio, Two Million Clams for Cap'N Jack) |
| 1974            | Columbo: Mind Over Mayhem                        | Dr. Margaret Nicholson     | |
| 1974–1975       | Amy Prentiss                                     | Amy Prentiss               | Série de TV Prêmio Emmy Award de Melhor Atriz - Minissérie ou Filme |
| 1977            | "The New Adventures of Wonder Woman (TV Series)" | Gloria                     | |
| 1978            | Dr. Strange                                      | Morgan le Fay              | (TV) |
| 1979            | Goldengirl                                       | Melody                     | |
| 1979            | Vampire                                          | Nicole DeCamp              | (Filme de televisão) |
| 1981            | Going Ape!                                       | Fiona                      | |
| 1982            | Spring Fever                                     | Celia Berryman             | |
| 1984            | Terror in the Aisles                             | Evelyn Draper              | Arquivo - segmento Play Misty for Me |
| 1984            | The Flamingo Kid                                 | Phyllis Brody              | |
| 1984            | Secret Places                                    | Girl #1 in art room        | |
| 1986            | Novel Connection & Magnum on Ice                 | Joan Forrester             | Episódio de crossover de Magnum PI e Murder She Wrote |
| 1988            | Tapeheads                                        | Kay Mart                   | |
| 1991            | Murder She Wrote                                 | Jane Dawson                | |
| 1991–1994       | Dinosaurs                                        | Fran Sinclair (voice)      | |
| 1993            | Ghost in the Machine                             | Elaine                     | Deadly Terror |
| 1994            | PCU                                              | Presidente Garcia-Thompson | |
| 1994            | Babylon 5                                        | Senador Elise Voudreau     | (1 episódio, A Spider in the Web) |
| 1995            | Temptress                                        | Dr. Phyllis Evergreen      | |
| 1996            | The Magic School Bus                             | Ashley Walker-Club-Dupree  | (1 episódio, "Rocks and Rolls") |
| 1998            | Slums of Beverly Hills                           | Doris Zimmerman            | |
| 2001            | My Best Friend's Wife                            | Mrs. Epstein               | |
| 2003            | Dummy                                            | Fern Schoichet             | |
| 2003–2006, 2013 | Arrested Development                             | Lucille Bluth              | TV Land Award for Future Classic (2004) Nomeada — Primetime Emmy Award for Outstanding Supporting Actress – Comedy Series\|Emmy Award for Outstanding Supporting Actress – Comedy Series (2005) Nomeada — Screen Actors Guild Award for Outstanding Performance by an Ensemble in a Comedy Series (2005, 2006) |
| 2006            | Unaccompanied Minors                             | Cindi                      | |
| 2007-2010       | Saving Grace                                     | Betty Hanadarko            | (5 episódios) |
| 2007            | Rules of Engagement                              | Constance                  | (1 episódio, Kids) |
| 2008            | Law & Order: Criminal Intent                     | Eleanor Reynolds           | (1 episódio) |
| 2008–2009       | 90210                                            | Tabitha Wilson             | |
| 2009            | Make It Or Break It                              | Grandma Tanner             | (1 episódio, Battle of the Flexes) |
| 2009            | Law & Order: SVU                                 | Attorney Petra Gilmartin   | |
| 2009–presente   | Archer                                           | Malory Archer (voz)        | |
| 2011–2012       | Retired at 35                                    | Elaine Robbins             | |
| 2011            | The Big Bang Theory                              | Mrs. Latham                | (1 episódio, The Benefactor Factor) |
| 2012            | Bending the Rules                                | Lena Gold                  | |